# Profondo rosso
Profondo rosso è un film del 1975 diretto da Dario Argento.
Considerato uno dei capolavori del regista, l'opera segna, all'interno del suo percorso artistico, il passaggio fondamentale tra la fase thriller, incominciata nel 1970 con L'uccello dalle piume di cristallo, e quella horror, proseguita poi nel 1977 con Suspiria.
Fin dalla sua uscita nelle sale la pellicola ebbe un ottimo successo di pubblico: si segnalano gli effetti speciali, cui mise mano anche Carlo Rambaldi, e la colonna sonora del gruppo rock progressivo dei Goblin. Alcune composizioni sono firmate anche dal pianista jazz Giorgio Gaslini.

## Trama
Durante una conferenza sul paranormale in un teatro, la sensitiva tedesca Helga Ulmann percepisce la presenza di un omicida tra il pubblico e, spaventata, è costretta a interrompere, confidandosi con un suo collega dell'identità del sospetto, il quale purtroppo irrompe la sera stessa nel suo appartamento uccidendola brutalmente, assassinio preceduto dalla registrazione di un'inquietante ninna nanna per bambini.
Il pianista jazz Marc Daly, si trova in strada con il suo amico Carlo, e ode impotente le urla della vittima. Una volta nell'appartamento può solo constatarne la morte e vedere l'assassino di spalle mentre si allontana. Il commissario Calcabrini interroga Marc, più come sospettato che come testimone, ma non sembra interessarsi molto delle parole dell'uomo. Quando torna a casa a notte inoltrata, Marc trova l'amico Carlo ancora in piazza, pesantemente ubriaco, e gli confida di aver notato un quadro entrando nell'appartamento del delitto, quadro che poi è misteriosamente scomparso. Carlo commenta che quel quadro forse è stato fatto sparire perché nascondeva qualcosa di importante.
Anche la giovane giornalista Gianna Brezzi è interessata alle indagini sull'omicidio, dal quale spera di ricavare un buon articolo, e inizia a indagare con Marc, che inizialmente mal sopporta il comportamento spregiudicato e disinvolto della ragazza che, al contrario, sembra fin da subito attratta dal pianista.
Marc va a trovare Carlo a casa ma non lo trova e si ferma a chiacchierare con la madre di Carlo, una ex attrice che sembra presentare segni di demenza. Lei lo indirizza da un amico del giovane. Questi, dichiaratamente omosessuale, ha un rapporto molto ambiguo con Carlo, il quale si dichiara come non eterosessuale. Marc parla ancora con l'amico riguardo al quadro sparito, incuriosito dalle sue parole. Carlo tuttavia dà la colpa al suo stato di ubriachezza e gli consiglia di dimenticare questa brutta storia e fuggire per non essere preso di mira dall'assassino. La sera stessa, mentre Marc si esercita al pianoforte, l'assassino riesce a entrare in casa sua. Marc avverte la sua presenza sentendo la stessa canzoncina che aveva preceduto la morte di Helga: sta per essere aggredito, ma una telefonata di Gianna gli permette di barricarsi nella sala approfittando dell'effetto sorpresa. Il killer fugge, non prima di averlo minacciato di morte.
Il giorno seguente, Giordani dichiara che si tratta probabilmente di un paziente schizofrenico, che si serve della ninna nanna per ricreare il clima di un precedente omicidio. Il brano tra l'altro avrebbe un collegamento con la "leggenda della villa del bambino urlante", come riportato nel saggio Fantasmi di oggi e leggende nere dell'età moderna. Attraverso il libro, Marc risale all'autrice Amanda Righetti, ma l'assassino, che sembra spiare i suoi movimenti, la rintraccia prima di lui. La sventurata scrittrice viene brutalmente assassinata in casa sua e il suo volto viene ustionato nell'acqua bollente della vasca da bagno. Marc troverà il cadavere qualche ora dopo. Avvertita Gianna, inizia a temere che si possa sospettare di lui; la giornalista gli consiglia di scappare, ma Marc non ne vuole sapere e tra il pianista e la giornalista inizia a nascere qualcosa. Marc avverte Giordani, che il giorno successivo, in un sopralluogo sulla scena, riesce con un'intuizione a ricostruire la dinamica della morte di Amanda: prima di morire, la donna aveva scritto sul muro il nome di chi l'aveva uccisa sfruttando il vapore prodotto dall'acqua calda.
Marc riesce a rintracciare la villa della leggenda, disabitata da molti anni, facendosi dare le chiavi da Rodi, il custode che vive nelle vicinanze, e vi trova nascosto in una parete sotto un cartongesso un disegno infantile. Grattando via la parete, scopre che il disegno raffigura un bambino armato di un coltello insanguinato. Dopo che Marc si è allontanato dalla stanza, un pezzo di cartongesso si stacca dalla parete, rivelando un altro volto, probabilmente raffigurante l'autore della tragedia. Nel frattempo Giordani, dopo la sua scoperta, forse temendo per la sua vita, scrive appunti e tenta di avvisare Marc. Il killer però riesce a ucciderlo dopo averlo spaventato con un manichino mobile usato per distrarlo, colpendolo alle spalle e finendolo con un grosso tagliacarte.
Scosso per la morte di Giordani e convinto di essere il prossimo obiettivo dell'assassino, Marc decide di lasciare la città invitando Gianna, con la quale ha iniziato una relazione, a partire per la Spagna, ma, osservando meglio una foto della villa, nota che una finestra è stata murata. Cerca di avvisare Carlo e lascia un messaggio a Gianna e si reca nuovamente nell'inquietante struttura, abbattendo a colpi di piccone un muro: scopre così una stanza segreta, dove giace un corpo mummificato. Sconvolto, Marc indietreggia e viene tramortito. Quando si risveglia è all'esterno, Gianna è al suo capezzale mentre la residenza è in fiamme. Recatisi in casa del custode, i due notano un disegno identico a quello nella villa eseguito dalla figlia Olga, la quale confida di essersi ispirata a un altro, rinvenuto nell'archivio della sua scuola. Giunti sul posto, Gianna decide di avvertire la polizia dopo aver sentito un rumore, ma viene chiamata da una voce. Non vedendola tornare, Marc la va a cercare e scopre che è stata pugnalata. Egli poi realizza chi è l'autore del disegno, risalente al 1950: Carlo, allora bambino. Questi, giunto sul posto, gli punta una pistola e gli rinfaccia di non avergli dato retta quando gli aveva detto di scappare, così ora è costretto a ucciderlo, pur volendogli bene. L'arrivo delle forze dell'ordine mette in fuga il giovane, ma una volta in strada questi muore investito da un'auto, dopo essere stato trascinato per diversi metri da un camion.
Dopo aver saputo che Gianna è fuori pericolo nonostante la coltellata, Marc torna a casa: camminando per la piazza si rende conto dell'estraneità di Carlo all'omicidio della sensitiva, in quanto si trovava con lui in quel momento. Gli tornano in mente le parole dell'amico riguardo al quadro scomparso, sicché torna sulla scena del delitto, per rendersi conto che non c'è mai stato un quadro in quel punto, ma uno specchio, e che quello che Marc aveva visto era il volto dell'assassino, ovvero l'anziana madre di Carlo, che lo ha seguito e appare davanti a lui per ucciderlo. La donna, malata di mente, aveva assassinato suo marito, che voleva riportarla in clinica contro la sua volontà, davanti al loro figlioletto, per poi murare il cadavere nella villa; Carlo l'aveva coperta in tutti quegli anni, ma rimasto traumatizzato al contempo aveva realizzato i disegni raffiguranti il delitto. Marc tenta la fuga ma viene raggiunto dalla donna, che lo ferisce alla spalla con una mannaia. Durante la colluttazione, il medaglione di lei s'impiglia nell'inferriata dell'ascensore. L'uomo, sanguinante, preme il pulsante di rimando, e la cabina, tirando con sé la collana, decapita la donna, ponendo fine alla catena degli efferati omicidi.
L'ultimo fotogramma, su cui parte la sigla di coda, mostra l'immagine di uno sgomento Marc riflessa nella pozza di sangue conseguente alla decapitazione della donna.

## Produzione

### Sceneggiatura
Profondo rosso nasce, come altri film di Argento, durante le battute finali della realizzazione della sua opera precedente, l'atipico Le cinque giornate. L'idea di base, la medium che, durante una seduta, percepisce i pensieri di un assassino, risale addirittura a una prima stesura di 4 mosche di velluto grigio. Argento lavora febbrilmente sulla sceneggiatura ma, insoddisfatto del risultato, si fa aiutare da Bernardino Zapponi, tanto che alla fine ne risulta una sceneggiatura a quattro mani. Zapponi, intervistato, si attribuisce l'idea di aver voluto rendere molto fisico l'orrore del film legandolo a un contesto realistico e comune, mentre attribuisce ad Argento il lato fantastico della vicenda (la medium, i fantasmi della villa, il disegno della parete, lo scheletro nella stanza murata, lo svolgimento degli omicidi).
Il film risente della particolare situazione affettiva di Argento, che si era appena separato da Marilù Tolo, con cui aveva convissuto per un anno dopo il divorzio dalla prima moglie Marisa Casale. Argento ha ricordato quel periodo come ricco di febbrile creatività. Inoltre fu sul set del film che la sua relazione con Daria Nicolodi si consolidò. La Nicolodi stessa riconobbe che nel personaggio di Gianna Brezzi, la giornalista da lei interpretata nel film, c'è molto del suo vero carattere e anche molto del giovane Dario Argento quando faceva il giornalista.

### Titolo
Il titolo del film ha subito diversi cambiamenti: per continuare la tendenza faunistica dei precedenti lavori di Argento ovvero L'uccello dalle piume di cristallo, Il gatto a nove code e 4 mosche di velluto grigio, la pellicola avrebbe dovuto intitolarsi La tigre dai denti a sciabola (ma Argento sostiene che diffuse quel titolo per "prendersi gioco della stampa"), poi su un copione comparve il titolo provvisorio Chipsiomega (risultato dell'unione delle ultime tre lettere dell'alfabeto greco); infine si optò per Profondo rosso data la gran predominanza di tinte scarlatte nel film, sia per il sangue sia per scelte di scenografia e fotografia (basti pensare ad esempio alla scena iniziale nel teatro).

### Cast

Clara Calamai, interprete della madre di Carlo

In un primo momento Dario Argento pensò di affidare il ruolo di Marc a Lino Capolicchio. L'attore però non poté accettare a causa di un grave incidente automobilistico che lo bloccò in convalescenza per alcuni mesi, nonostante Argento fosse disposto a rimandare le riprese.
La scelta di Clara Calamai, diva cinematografica degli anni 'Trenta e 'Quaranta, non è casuale, al fine di interpretare realisticamente un'anziana un tempo famosa poi dimenticata. Le immagini che la ritraggono nel film sono infatti vere foto di scena dell'attrice. Profondo rosso è la sua ultimissima interpretazione. Nella versione in lingua inglese il personaggio ha il nome di Marta e in quella italiana è accreditata, come anche nei titoli, quale "madre di Carlo".
Nella scena della telefonata tra Marc e Gianna, il giovane da lei fermato per prendere appunti è Fabio Pignatelli, all'epoca bassista della band dei Goblin, autori della colonna sonora.
Le mani guantate dell'assassino sono in realtà quelle del regista Dario Argento, espediente utilizzato anche in altri film.

### Riprese
Le riprese si sono svolte dal 9 settembre 1974 al 19 dicembre dello stesso anno. Il film è formalmente ambientato a Roma e dintorni, ma le scene esterne sono state girate in prevalenza a Torino, e alcune a Roma e Perugia.

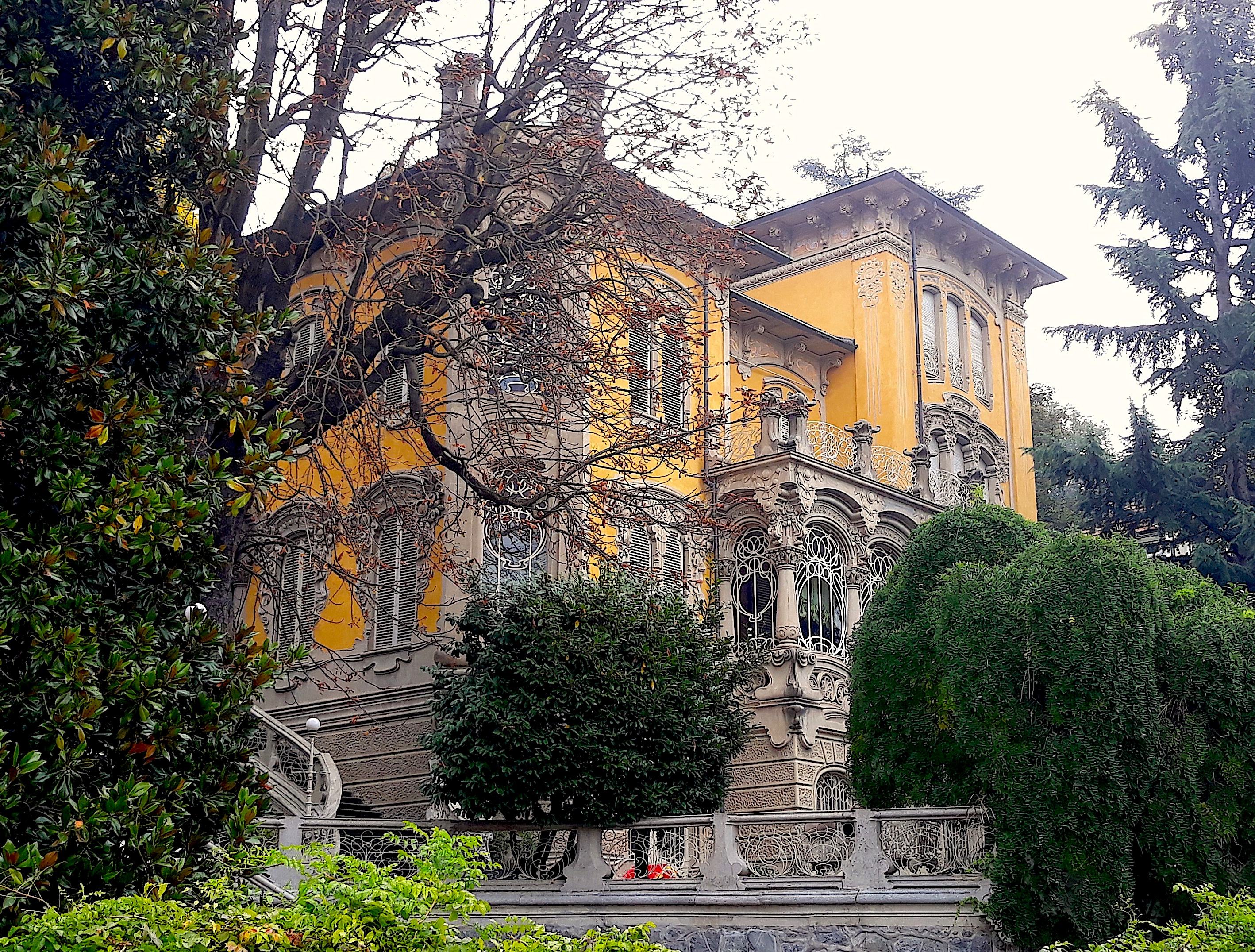
Villa Scott a Torino

La scena iniziale del film, con le prove del gruppo jazz di Marc, è stata girata all'interno del mausoleo di Santa Costanza a Roma. La scena del congresso di parapsicologia è stata girata all'interno del Teatro Carignano di Torino, in piazza Carignano 6; questo teatro verrà in seguito riutilizzato dal regista 25 anni dopo per alcune scene di Non ho sonno. Per anni si è erroneamente ritenuto che fra i figuranti in platea ci fosse l'attore Mario Scaccia: in realtà si tratta di una comparsa che gli somiglia.
La fontana dove ha luogo il colloquio tra Carlo ubriaco e Marc è la Fontana del Po, in piazza C.L.N. a Torino. Il palazzo dove viene uccisa la sensitiva Helga e dove vive anche Marc è sito sempre nella stessa piazza, di fronte al civico 222. La scena del funerale della medium Helga è stata girata a Perugia, nella sezione ebraica del cimitero monumentale. La scuola media Leonardo da Vinci, dove Marc e Gianna entrano di notte per cercare il disegno, è in realtà il liceo ginnasio statale Terenzio Mamiani che si trova a Roma, in viale delle Milizie 30.
La lugubre Villa del bambino urlante dove Marc rinviene il cadavere e il disegno sotto l'intonaco, che nella finzione del film si trova nelle campagne romane, in realtà è sita nel quartiere torinese di Borgo Po, in corso Giovanni Lanza 57 ed è nota come Villa Scott; all'epoca in cui fu girata la pellicola era di proprietà dell'ordine delle Suore della Redenzione, che avevano adibito la struttura a collegio femminile, con il nome di Villa Fatima. Per girare le scene la produzione pagò un periodo di villeggiatura a Rimini alle suore ed a tutte le ragazze allora ospitate nel collegio. La sperduta casa di campagna di Amanda Righetti si trova a Roma, in via della Giustiniana 773, così come l'abitazione di Rodi e della piccola Olga, in via della Camilluccia 364.
Il Blue Bar dove suona Carlo in realtà non è mai esistito. La scenografia fu costruita in piazza C.L.N., vicino all'abitazione di Marc Daly, ed è un chiaro omaggio al quadro I nottambuli (Nighthawks) di Edward Hopper del 1942.
Gli altri interni del film furono realizzati negli stabilimenti Incir-De Paolis di Roma.

### Scenografie
In una scena del film, quando Gianna entra in casa di Marc, trova la foto di una donna su un mobile: chiede chi sia, e alle risposte evasive di lui reagisce buttando lo scatto fotografico nel cestino. La donna rappresentata nella foto è stata scambiata per Marilù Tolo, come sostenuto dalla stampa dell'epoca, ma Argento sostiene nella sua autobiografia Paura che si trattava della fidanzata del direttore di produzione.. 
Gli inquietanti quadri nell'appartamento di Helga Ulmann sono opera di Enrico Colombotto Rosso. I disegni infantili di Carlo e di Olga si devono all'architetto fiorentino Giorgio Galletti, compagno di liceo di Daria Nicolodi. 

## Colonna sonora
La celeberrima colonna sonora del film, composta ed eseguita dal gruppo rock progressivo dei Goblin, formato da Claudio Simonetti, Walter Martino, Maurizio Guarini, Massimo Morante e Fabio Pignatelli e integrata da musiche jazz-rock di Giorgio Gaslini, fu scelta da Argento come ripiego: il regista, infatti, avrebbe voluto addirittura i Pink Floyd per comporla ma il gruppo declinò gentilmente l'invito, perché troppo impegnato nella composizione del nuovo album Wish You Were Here; la produzione si rivolse quindi a Gaslini, che aveva già lavorato con Argento ne Le cinque giornate.

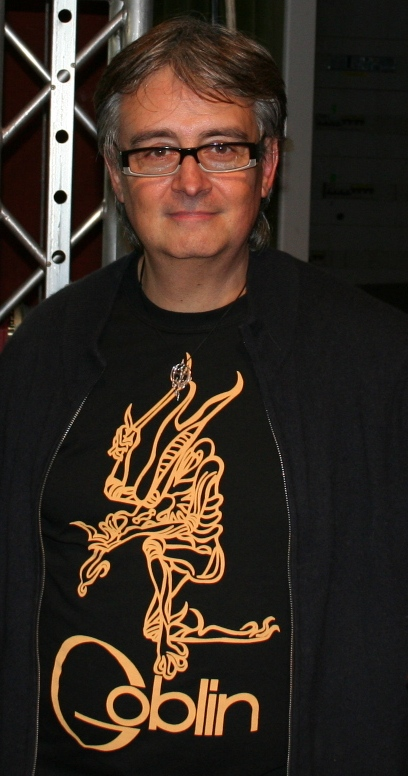
Claudio Simonetti nel 2010

Gaslini, per una breve scena iniziale, mise a disposizione anche alcuni suoi allievi al Conservatorio Santa Cecilia che, disposti in circolo nel cortile, suonano un tema jazz con David Hemmings al piano che finge di dirigerli. Nel film Gaslini suonava tutte le parti di pianoforte, doppiando i movimenti delle mani di Hemmings.
Tuttavia, Argento sentiva che la musica di Gaslini non andava bene per il film e che occorreva qualcosa di più moderno. La prima stesura dell'ossessiva canzoncina fu definita "semplicemente orrenda" da Argento (la versione definitiva è cantata da una giovanissima Maria Grazia Fontana), cosa che fece irritare non poco Gaslini, che in seguito abbandonò il progetto lasciandolo incompiuto. Il regista, inizialmente, avrebbe voluto che a eseguire le musiche del jazzista fossero gruppi all'epoca celebri come Emerson, Lake & Palmer o i Deep Purple e, per concretizzare le sue aspirazioni, si rivolse all'editore che all'epoca si occupava delle colonne sonore dei suoi film, ovvero Carlo Bixio. Quest'ultimo, rendendosi conto dei costi proibitivi di tali operazioni, fece invece ascoltare ad Argento un demo intitolato Cherry Five, opera di un ancora sconosciuto complesso romano: i Goblin. Intrigato dall'ascolto del nastro, il regista contattò il gruppo, che accettò volentieri l'offerta. Uscito Gaslini dal progetto, e mancando i temi principali della colonna sonora, Argento affidò ai più giovani musicisti il compito di completarla, ottenendo infine l'album/colonna sonora Profondo rosso. Il celebre e inquietante tema nacque tutto in una notte nella classica cantina che ricorre molto spesso nella storia di molti gruppi dell'epoca. Secondo Argento, il 90% della colonna sonora definitiva è da attribuirsi ai Goblin e solo il resto a Gaslini. Tuttavia nei titoli di testa la colonna sonora è così indicata: «Musiche Giorgio Gaslini eseguite da I Goblin».
All'epoca, per chi aveva appena visto L'esorcista, la colonna sonora di Profondo rosso riecheggiava il brano Tubular Bells, di Mike Oldfield, musica resa celeberrima appunto dal film di William Friedkin, uscito in Italia nella stessa stagione cinematografica, solo cinque mesi prima, il 4 ottobre 1974. Di recente, Argento in effetti ha dichiarato che suggerì ai Goblin di ispirarsi proprio a Tubular Bells.
Tale tema musicale riscosse molto successo anche in termini di vendite, riuscendo addirittura ad arrivare alla prima posizione della classifica dei 45 giri più venduti in Italia di quel periodo, vendendo oltre quattro milioni di copie.

## Distribuzione
Il film venne distribuito nel circuito cinematografico italiano il 7 marzo 1975 con il divieto di visione ai minori di 14 anni.
In Francia arrivò nelle sale il 17 agosto 1977 con il titolo Les frissons de l'angoisse e venne vietato ai minori di 16 anni. In Giappone il film uscì solo alcuni anni dopo l'uscita italiana, sull'onda del grande successo di Suspiria, e fu quindi intitolato Suspiria Part 2 (サスペリアPART2). Nei paesi anglofoni venne distribuito con i titoli Deep Red e The Hatchet Murder. Nel mercato tedesco venne editato con il titolo Rosso - Farbe des Todes, in quelli ispanici con i titoli Rojo oscuro (per la Spagna) e Rojo profundo (per l'America Latina), mentre in quello portoghese con i titoli O Mistério da Casa Assombrada (per il Portogallo) e Prelúdio para Matar (per il Brasile).
Sulla scia del grande successo che ebbe nelle sale cinematografiche, a fine anni settanta fu stampata e distribuita in Italia una edizione di bassa qualità in super 8, non autorizzata e accorciata di circa 40 minuti. Si tratta tuttavia di una stampa relativamente rara. Analoga sorte toccò ad altri titoli del regista, quali L'uccello dalle piume di cristallo, 4 mosche di velluto grigio e Suspiria.
L'8 luglio 2009 è stata organizzata una proiezione pubblica del film a Torino, in quella piazza C.L.N. teatro, nel film, degli incontri notturni tra David Hemmings e Gabriele Lavia oltreché del primo omicidio e dell'epilogo, alla presenza di Dario Argento; Claudio Simonetti si è occupato della sonorizzazione dal vivo del film.
Il 28 novembre 2014 il film restaurato è stato proiettato al Torino Film Festival. Alla proiezione ha partecipato anche il regista, che ha annunciato il ritorno al cinema, nel 2015, della pellicola restaurata in occasione del quarantennale dall'uscita del film nelle sale. Nel 2018 il film è stato ridistribuito in versione restaurata anche in Francia, con il divieto alla visione che è stato abbassato ai minori di 12 anni.
Nel dicembre 2015, è uscita per il mercato Home video inglese la versione integrale del film in edizione Blu-ray Disc, con traccia audio inglese e italiana, della durata di 127 min, restaurata in 4K, partendo dalla scansione degli originali negativi. L'intero procedimento curato dalla Cineteca di Bologna e dal laboratorio "L'immagine Ritrovata" (laboratorio altamente specializzato nel campo del restauro cinematografico), è stato supervisionato dal direttore della fotografia Luciano Tovoli (Suspiria, Tenebre), e approvato da Dario Argento.
Il 10 luglio 2023 il film è stato ridistribuito nelle sale italiane nella versione restaurata 4K.
Nel 2025, cinquantesimo anniversario dell'uscita, Profondo rosso è stato celebrato con iniziative dedicate durante il "Roma Film Music Festival" (6, 7 e 8 aprile), nel nuovo teatro immersivo dei Forum Studios, dove fu registrata la colonna sonora originale, oltre che con proiezioni straordinarie in tutta Italia.

### Doppiaggio
Pur essendo una produzione tutta italiana il film venne girato in lingua inglese – tranne i dialoghi di Clara Calamai, che recita in italiano, come si vede bene dal labiale – e solo successivamente fu doppiato: David Hemmings venne doppiato da Gino La Monica, Clara Calamai da Isa Bellini, Liana Del Balzo da Wanda Tettoni, Furio Meniconi da Corrado Gaipa, Nicoletta Elmi da Emanuela Rossi e Geraldine Hooper da Renato Cortesi; tutti gli altri attori si auto-doppiarono.

## Riconoscimenti
- 1976 – Nastro d'argento
  - Candidatura alla migliore colonna sonora
- 1976 – Festival del Cinema di Sitges
  - Medaglia d'oro al miglior regista a Dario Argento

## Accoglienza

### Incassi
Il film in Italia incassò 3 miliardi e 700 milioni di lire dell'epoca, piazzandosi così al 10º posto nella classifica dei film di maggior incasso della stagione cinematografica 1974-1975.

### Critica
All'uscita la stampa non riservò giudizi benevoli, oltre a non aver dimostrato un particolare interesse: sui grandi quotidiani, infatti, raramente fu recensito dal critico titolare, e anche il vice in genere non gli dedicò molto spazio.
Su La Stampa, per esempio, l.p. (Leo Pestelli) scrisse che il film «non aggiunge molto ai precedenti L'uccello dalle piume di cristallo e Quattro mosche di velluto grigio; anzi fa sospettare di un'ispirazione stanca, convertita in ricetta»; lamenta poi che sia lungo, «allungato da un formalismo che non ha paura del prolisso e perde troppo spesso di vista la concatenazione e l'interesse narrativo.» Lo accusa quindi di ricorrere a «motivi di Grand Guignol», ma definisce «indubitabile la finezza del lavoro registico, del trapunto delle immagini e dei suoni su un canovaccio che disgraziatamente non provoca eccessivo sussulto.» Positivi invece i giudizi su Hemmings, Nicolodi e Calamai. Per ironia della sorte, la recensione era abbinata a quella de L'esorciccio, parodia de L'esorcista diretta e interpretata da Ciccio Ingrassia.
L'Unità liquidò il film in un colonnino siglato d.g. (David Grieco), con parole sprezzanti: «Il film è indescrivibile e inenarrabile, tant'è vacuo: un cruciverba a sensazione senza movente né esito. Questo solo presunto emulo di Hitchcock, massaggia stavolta lo spettatore con il fittizio e l'incongruo per condurlo, quasi ammanettato, in un interminabile, fosco tunnel di Luna Park». Parla poi di «dialoghi insulsi» e conclude che il film, «nonostante gratuiti preziosismi, è un inutile elettrodomestico dell'horror» e stronca anche gli interpreti. Non meno drastico Claudio Quarantotto su Il Giornale d'Italia, secondo cui la regia «non di rado cerca l'effetto e l'effettaccio, allineando coltelli e mannaie da macellaio, occhi sbarrati e bocche ghignanti, ascensori-killer e decapitazioni estemporanee, con grande spreco di sangue, sicché, alla fine sembra di aver sbagliato indirizzo e di essere capitati in un mattatoio, non in una sala cinematografica.»
Per Achille Frezzato, critico del Giornale di Bergamo e collaboratore di Cineforum, l'uso della macchina da presa «unitamente alle tonalità della fotografia, costruisce un clima di autentica suspense che riscatta un poco il ricorso ad abusati ingredienti del genere […] e la scarsa aderenza di alcuni interpreti ai ruoli loro assegnati». Lo stesso aspetto è sottolineato da Momento sera, per cui Argento «dimostra più di tanti giallisti di saper muovere la macchina da presa, di sapersene servire con effetti discutibili, ma formalmente ineccepibile».
Tullio Kezich, allora firma del settimanale Panorama, scrisse che Argento «non rifugge dai modi più plateali per bussare a quattrini» e che se il regista «si proponeva di diventare l'Hitckcock italiano, a questo punto dovrebbe riflettere sulla distanza che separa Profondo rosso da un film come Psycho». Dopo aver definito Argento «incerto», il futuro critico di Repubblica e del Corriere aggiungeva: «A rigor di logica, o di psicologia criminale, il suo giallo fa acqua da tutte le parti» ed elenca, come difetti «situazioni incongrue, pallidi tentativi di giallo rosa nei duetti fra Hemmings e la Nicolodi […] e una superdose di efferatezze che a Hichcock sarebbero bastate per dieci film».
Il clamoroso e duraturo successo di pubblico comportò tuttavia alcuni curiosi ripensamenti da parte di autori o editori: per esempio Giovanni Grazzini (Il Corriere della sera) e Laterza, che non avevano inserito Profondo rosso nella prima, riuscitissima raccolta di recensioni Gli anni settanta in 100 film – pubblicata nell'aprile 1976 e comprendente film usciti fino a dicembre 1975 – lo recuperarono dodici anni dopo nel volume Cinema '75 (Biblioteca Universale Laterza 1988). Grazzini, che poi passò al Messaggero, scrisse fra l'altro: «Se l'estrema ambizione di Dario Argento è di restituire ai reduci dai suoi spettacoli il gaudio di sobbalzare a ogni scricchiolio, di guardare sotto il letto e raddoppiare la dose di tranquillante, il 'terrorista' del cinema italiano può dirsi contento. Era infatti da un bel po' che un film non prendeva altrettanto allo stomaco e popolava i nostri sonni di incubi così barbari».
Sempre fra le pubblicazioni antologiche, Morando Morandini, all'epoca critico del quotidiano il Giorno, nel proprio Dizionario dei film 1999 definisce Profondo rosso «thriller di transizione fra la 1ª fase parahitchcockiana di Argento e quella visionaria e occultista di Suspiria, Inferno, ecc. Aumentano l'importanza della cornice scenografica e l'iperbole degli oggetti».
Per l'Enciclopedia del Cinema Garzanti (2006) il film invece «è summa e manifesto del suo thriller barocco e visionario che – per gli elementi di parapsicologia inseriti nel racconto e per la violenza di molte scene – denota già precisi segni della sua successiva virata verso l'horror gotico e crea la formula di un genere misto thriller-horror che influenzerà non pochi autori nazionali e internazionali». (Roberto C. Provenzano).

## Opere derivate
Nel 2000 (a 25 anni dall'uscita del film nei cinema italiani), Dario Argento e il gruppo dei Daemonia realizzarono un cortometraggio ispirato al film: sulle note del tema musicale principale il regista romano, in veste di assassino, uccideva a uno a uno tutti i componenti del gruppo, nello stesso identico modo in cui venivano assassinate le vittime del film. Il cortometraggio fu trasmesso da Rete 4 nell'aprile 2000, in coda alla trasmissione in onda del film, ed è stato inserito come extra nell'edizione USA del film in Bluray.
Nel 2007 Profondo rosso è divenuto anche un musical teatrale, con la supervisione artistica dello stesso Argento, musicato da Claudio Simonetti per la regia di Marco Calindri, con l'attore e cantante (scoperto da Luciano Pavarotti) Michel Altieri che interpreta il ruolo di Marc Daly. La trama riprende la versione originale del film. Vengono inoltre aggiunti nuovi brani elettronici scritti da Simonetti per Altieri, raccolti in una nuova colonna sonora.